# Palpita claralis
Palpita claralis es una especie de polilla perteneciente a la familia Crambidae descrita por Francis Walker en 1866.
Se encuentra en Sudáfrica y Malaui.